# Пограничные войска КГБ СССР в Афганистане

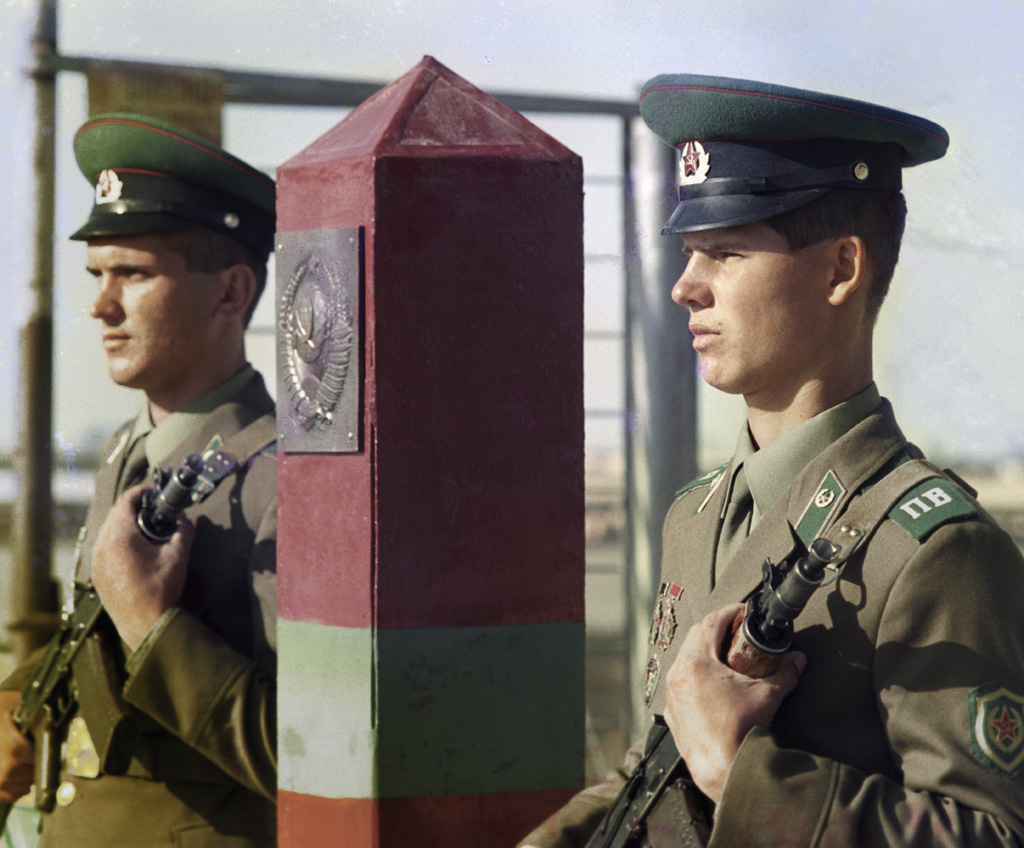
Советские пограничники на границе с Афганистаном.
Июнь 1988 года

Пограничные войска КГБ СССР в Афганистане — участие Пограничных войск КГБ СССР в Афганской войне, длившееся с декабря 1979 года по февраль 1989 года.
Военными историками принято рассматривать данный процесс в трёх этапах.

## История

### Характеристика советско-афганской границы

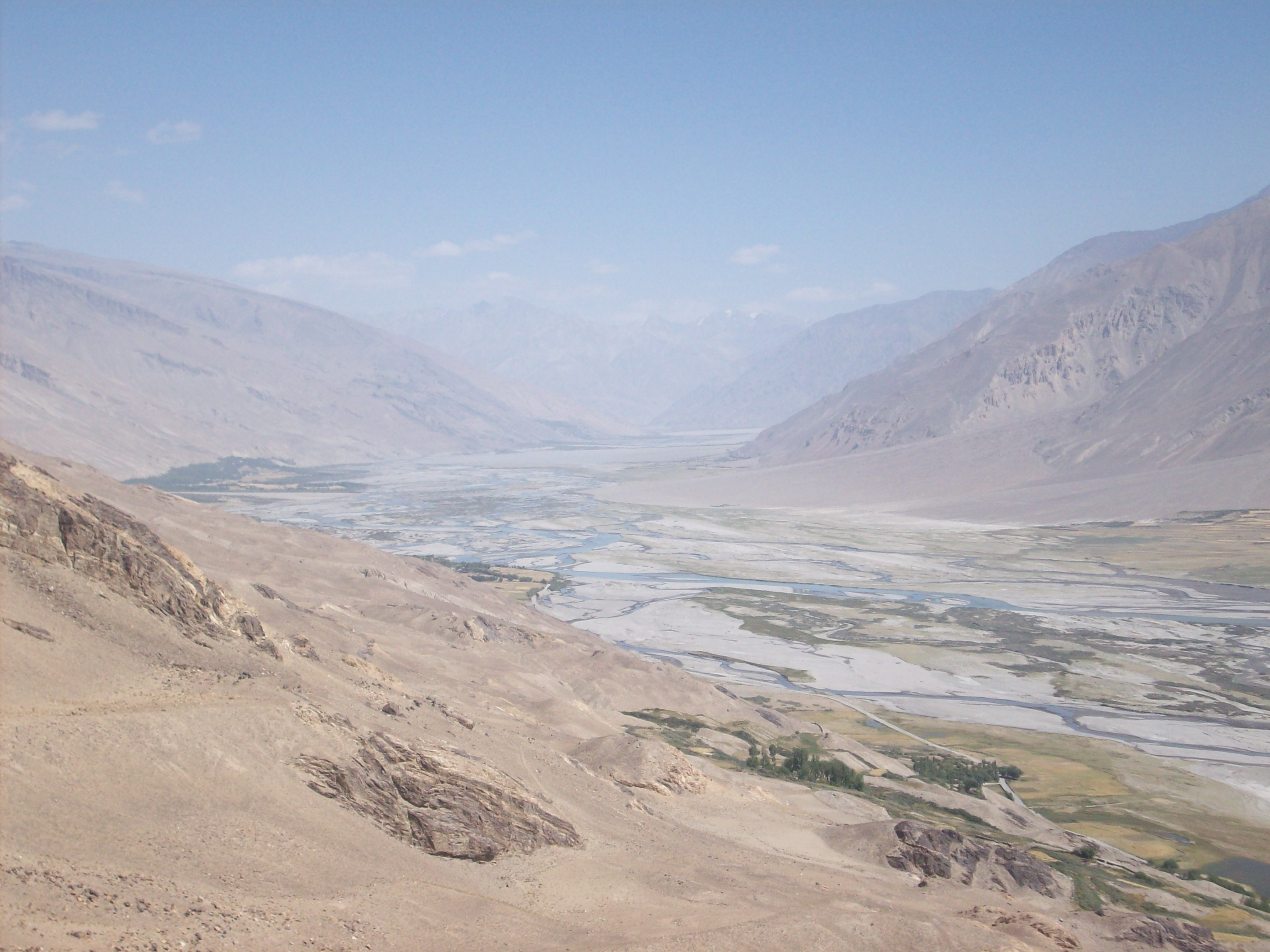
Долина реки Пяндж в окрестностях н.п. Ишкашим.
По реке проходила советско-афганская граница

Государственная граница между СССР и Афганистаном простиралась с востока на запад на 2087 километров. Из них на Туркменскую ССР приходилось 744, на Узбекскую ССР — 137 и на Таджикскую ССР — 1206 километров. По другим данным, общая протяжённость советско-афганской границы составляла 2346 километров.
Восточный участок границы начинался от стыка трёх государств (СССР, КНР и Афганистан) и проходил в высокогорье по хребтам Памира высотой до 5000-6000 метров над уровнем моря, закрывавших с севера Ваханский коридор. С севера от границы находилась Горно-Бадахшанская область Таджикской ССР. После граница проходила по средней линии высокогорного озера Зоркуль на высоте 4100 метров. Далее граница проходила на запад по реке Памир, впадавшей в реку Пяндж. Река Пяндж являлась судоходной с населённого пункта Нижний Пяндж Кулябской области Таджикской ССР. Далее граница по реке Пяндж переходила на реку Амударья, которая на равнинном участке с юга была границей Сурхандарьинской области Узбекской ССР. Речной участок советско-афганской границы заканчивался возле посёлка Боссага в окрестностях города Мукры Чарджоуской области Туркменской ССР. Далее продолжалась сухопутная граница в пустынной и степной местности, заканчивавшаяся стыком трёх государств (СССР, Иран и Афганистан) в степи Бадхыз. На некоторых участках сухопутная граница с Туркменской ССР сменялась речными участками по рекам Мургаб и Кушка.
Советско-афганскую границу охраняли один отряд Восточного пограничного округа и шесть отрядов Среднеазиатского пограничного округа.

### Ситуация на советско-афганской границе накануне войны
После апрельской революции 1978 года в Демократической Республике Афганистан (ДРА) властями страны была начата политика создания социалистического государства. При этом производились репрессии в отношении духовенства в государстве, которое многие века было исламским. В итоге конфронтации двух соперничавших фракций «Хальк» («Народ») и «Парчам» («Знамя») руководящей Народно-демократической партии Афганистана в сентябре 1979 года был убит действующий глава государства — премьер-министр Нур Мохаммад Тараки, представлявший «Хальк». Власть в руки взял Xафизулла Амин, его помощник по партии «Хальк». Переворот положил начало гражданской войне, где против правительства Амина выступили оппозиционная фракция «Парчам» под руководством её лидера Бабрака Кармаля и часть фракции «Хальк» под руководством Асадуллы Сарвари. На этом же этапе против режима Амина выступило руководство духовенства, лидеры племён и представители генералитета, которых вынудили уйти в отставку. Движение оппозиции было возглавлено главой Исламской партии Афганистана Гульбеддином Хекматияром и главой Исламского общества Афганистана Бурхануддином Раббани.
Поддержку извне оппозиции оказывали Китай и исламские государства. На территории Пакистана, Ирана и Китая были созданы тренировочные лагеря для подготовки граждан Афганистана к боевым действиям против правительственных войск. В половине из провинций Афганистана начались вооружённые столкновения между оппозицией и правительственными войсками, чья география приблизилась к советско-афганской границе.
С лета 1979 года обстановка на советско-афганской границе на участке ответственности Среднеазиатского пограничного округа обострилась тем, что в приграничных районах Афганистана правительственный режим был вытеснен вооружённой оппозицией. Вооружённые отряды мятежников заняли участки границ напротив застав Пянджского, Хорогского и Московского пограничных отрядов. Руководство ПВ КГБ СССР вынуждено было пойти на усиление пограничных отрядов дополнительными силами и ввести в штат отрядов мотоманёвренные группы численностью в 200 человек на БМП-1. Также был увеличен личный состав пограничных застав.
Также с марта 1979 года по просьбе правительства Афганистана руководство ПВ КГБ предоставило в распоряжение руководства пограничной службы ДРА группу из 30 офицеров-пограничников в качестве военных советников для организации должной пограничной охраны. Возглавил группу советников генерал-лейтенант пограничных войск Ю. А. Нешумов.

### Ввод советских войск в Афганистан
12 декабря 1979 года Политбюро ЦК КПСС принял решение о вводе войск в Афганистан.
25 декабря того же года советские войска вошли в Афганистан. Затем они совершили переворот, в ходе которого советским спецназом был убит Хафизулла Амин, а Демократическую Республику Афганистан (ДРА) возглавил Бабрак Кармаль. В результате вторжения гражданская война в Афганистане приобрела новый характер: теперь часть вооружённой оппозиции, находившаяся в конфронтации с режимом убитого Амина, переключилась на борьбу с правительством Бабрака Кармаля и советскими войсками, которые были восприняты как войска интервентов.
С конца февраля 1980 года советские войска (40-я армия) приступили к крупномасштабным боевым действиям против оппозиции, в связи с чем резко обострилась ситуация на советско-афганской границе. Повысилось количество нападений на автомобильные колонны, доставлявшие груз из СССР в ДРА, чаще стали совершаться нарушения государственной границы СССР. Вооружённая оппозиция стала совершать провокации против советских пограничников, нёсших дежурство, и против мирных граждан союзных республик СССР, проживавших в приграничье.
Несмотря на все усилия советских военных советников в организации афганской пограничной охраны, существовавшие формирования не в состоянии были обеспечить контроль над границами ДРА, включая советско-афганскую границу. Низкая укомплектованность формирований афганских пограничников по остаточному принципу, неудовлетворительное снабжение вооружением и боевой техникой, слабый уровень боевой подготовки вынуждал руководство ПВ КГБ взять на себя её функции на советско-афганской границе.
В связи с усложнением обстановки руководство ПВ КГБ было вынуждено рассмотреть вопрос об охране советско-афганской границы в превентивной форме. Для того чтобы перекрыть отрядам вооружённой оппозиции (отряды моджахедов) доступ к советско-афганской границе, подразделения пограничников должны были располагаться на сопредельной афганской территории.
Для охраны Бабрака Кармаля была сформирована группа охраны «Гвоздика» из числа военнослужащих пограничных войск сверхсрочной службы в количестве около 20 человек.

### Первый этап (декабрь 1979 — январь 1982)
На первом этапе участия пограничных войск в Афганской войне, в декабре 1979 года пограничники обеспечили ввод советских войск, а после перешли к охране государственной границы в превентивной форме.
В январе 1980 года было принято решение о вводе подразделений пограничных войск в северные приграничные районы ДРА, с целью контроля местности на удалении 10—15 километров от государственной границы. Наиболее опасными с точки зрения руководства ПВ КГБ были признаны участки горной местности, сопредельные с Таджикской ССР («таджикское направление»), приходившиеся на зону ответственности 3 отрядов Среднеазиатского пограничного округа и 1 отряда Восточного пограничного округа, куда и был запланирован первоочередной ввод пограничных войск.
Формирования пограничников, вводимые в ДРА, получили название «сводный боевой отряд» («СБО»). Первые два СБО в начале января были отправлены от 66-го Хорогского пограничного отряда (150 человек) и 48-го Пянджского пограничного отряда (204 человека). Позже был отправлен СБО от 117-го Московского пограничного отряда. Количество отрядов со временем наращивалось. Общая численность СБО, отправленных на «таджикское направление» от 6 отрядов Среднеазиатского пограничного округа, составила 1200 человек.
Первая операция советских пограничных войск «Горы-80» в приграничье ДРА была проведена в западной части Памира в феврале-марте 1980 года, совместными усилиями трёх СБО Хорогского, Московского и Пянджского пограничных отрядов.
Кроме трёх отрядов Среднеазиатского пограничного округа, к боевым действиям на территории ДРА был привлечён один пограничный отряд Восточного пограничного округа (35-й Мургабский пограничный отряд). В мае 1980 года СБО Мургабского пограничного отряда взял под контроль возможные пути следования караванов с оружием и боеприпасами из Китая и Пакистана в Ваханском коридоре.
Ввод подразделений позволил очистить приграничные районы от моджахедов, установить в населённых пунктах правительственную власть и тем самым обеспечить безопасность на государственной границе. В северо-восточной провинции Бадахшан советским пограничникам удалось помочь правительственному режиму восстановить контроль только над частью провинции. Тем не менее, были сорваны планы оппозиции по захвату под свой контроль всей территории провинции.
С началом крупномасштабных боевых действий 40-й армии против отрядов моджахедов, пограничные подразделения, введённые в ДРА, также приступили к выполнению боевых задач по поиску и уничтожению отрядов моджахедов в приграничье. Своими действиями пограничники создали своеобразную полосу безопасности южных рубежей СССР, не допуская по мере возможности моджахедов к границе.
К осени 1980 года контингент ПВ КГБ в афганском пограничье составил 1500 человек. К весне 1981 года СБО были переформированы в мотоманёвренные группы, которые распределились по 10 населённым пунктам ДРА к югу от Таджикской ССР.
В боевых действиях против отрядов моджахедов мотоманёвренные группы пограничников, как правило, участвовали совместно с подразделениями Царандоя, правительственных войск ДРА, частями 40-й армии, а также отрядами местной самообороны («малиши»). Из 12 пехотных дивизий правительственных войск ДРА в совместных с советскими пограничниками боевых действиях участвовали дислоцированные в северных провинциях 17-я, 18-я и 20-я пехотные дивизии. Из формирований пограничной охраны ДРА во взаимодействии участвовала 5-я пограничная бригада. Из частей 40-й армии совместно с пограничниками на восточном участке афганского приграничья, действовали полки 201-й мотострелковой дивизии, которые были дислоцированы в провинциях Кундуз и Саманган. На западном участке советско-афганской границы содействие пограничникам оказывал 101-й мотострелковый полк 5-й гвардейской мотострелковой дивизии. Также в совместных операциях с пограничниками на западном участке афганского приграничья участвовали введённые на север Афганистана 30 октября 1981 года 177-й отдельный отряд специального назначения от 22-й отдельной бригады специального назначения (дислоцировалась до мая 1982 года в провинции Фарьяб) и 154-й отдельный отряд специального назначения от 15-й отдельной бригады специального назначения (дислоцировалась до марта 1984 года в провинции Герат).
Кроме совместных рейдов и операций, руководство ПВ КГБ проводило самостоятельные рейды и операции силами нескольких ММГ при поддержке вертолётов пограничной авиации.
При этом ситуация оставалась напряжённой. Так, в июне 1980 года отряд моджахедов пересёк государственную границу и на советской территории атаковал пограничный наряд. В марте 1981 года другой отряд моджахедов захватил в плен на советской территории двух пограничников и казнил их.
Первой крупной неудачей ПВ КГБ в ДРА стала операция в Куфабском ущелье в октябре 1981 года, когда в ходе высадки вертолётного десанта пограничники попали под плотный огонь противника. С самого начала операции, в результате неожиданного отпора и тяжёлого ранения руководителя операции, было потеряно управление подразделениями, попавшими в сложную тактическую ситуацию. Положение было спасено срочным привлечением резервных подразделений. За время проведения операции были убиты 17 пограничников и 17 ранены.
По анализу операции в Куфабском ущелье, признанной неудачной, а также общей оценки ситуации в приграничье ДРА в октябре 1981 года, при участии председателя КГБ СССР Ю. В. Андропова и министра обороны СССР Д. Ф. Устинова был согласован проект постановления Совета Министров СССР «О дополнительных мерах по стабилизации обстановки в северных провинциях ДРА». Данный проект предполагал увеличение контингента пограничных войск в Афганистане и расширение их задач, дополнительное авиатранспортное обеспечение и усиление пограничников вертолётами огневой поддержки, оптимизацию штатов подразделений и управления войсками.
Предложенный новый штат мотоманёвренной группы с личным составом в 300 человек, представлял собой некое подобие мотострелкового батальона со смешанным вооружением:
- 1 пограничная застава на БМП-1 (50 человек);
- 2 пограничные заставы на БТР-70 (по 50 человек);
- батарея 120-мм миномётов;
- разведывательный взвод;
- противотанковый взвод (с ПТРК — для уничтожения огневых точек моджахедов в горах);
- сапёрный взвод;
- взвод связи;
- взвод обслуживания.

Число мотоманёврённых групп было решено увеличить с 4 до 9, из которых 2 являлись резервными.
Поскольку собственных людских ресурсов Среднеазиатского пограничного округа для подготовки и комплектования дополнительных мотоманёвренных групп не хватало, к данной задаче были привлечены ещё 7 пограничных округов в которых были созданы новые формирования (Северо-Западный, Прибалтийский, Закавказский, Забайкальский, Дальневосточный, Восточный и Тихоокеанский пограничные округа). В указанных семи округах было сформировано по одной мотоманёвренной группе. В Среднеазиатском округе было сформировано две резервные мотоманёвренные группы (РММГ).
К 20 ноябрю 1981 года создание новых ММГ было закончено. Через месяц все они были передислоцированы к советско-афганской границе.
С учётом осложнения ситуации на советско-афганской границе (особенно на «таджикском направлении») 22 декабря 1981 года ЦК КПСС приняло постановление о вводе в ДРА специальных подразделений ПВ КГБ численностью до 8000 человек на глубину до 100 километров, включая административные центры провинций. Кроме основной задачи по охране государственной границы, ПВ КГБ на территории Афганистана получили дополнительную задачу по борьбе с отрядами моджахедов вне зоны ответственности пограничных войск, как самостоятельно, так и во взаимодействии с подразделениями 40-й армии, Царандоя и правительственных войск ДРА.
В апреле 1981 года 4-я пограничная авиационная эскадрилья Среднеазиатского пограничного округа была развёрнута в 17-й пограничный авиационный полк. Также в 1981 году для обеспечения надежной охраны речного участка советско-афганской границы, проходящей по рекам Амударья и Пяндж, был сформирован 45-й отдельный дивизион пограничных сторожевых катеров с базированием в г. Термез Узбекской ССР. Дивизион пограничных катеров осуществлял охрану речного участка границы длиной в 300 километров от н.п. Боссага в окрестностях города Мукры Чарджоуской области Туркменской ССР до н.п. Нижний Пяндж Кулябской области Таджикской ССР. Дивизион выполнял дозорную службу и сопровождение караванов буксируемых барж по реке, а также выполнял боевые задания, такие как десантирование пограничных подразделений и доставки военных грузов на территорию Афганистана. Также катерами выполнялась переправка тайных осведомителей из числа граждан ДРА, охрана стационарных мостов и наведённых переправ.
Всего в период с января 1980 по декабрь 1981 года подразделения пограничных войск выполнили в афганском приграничье десятки операций, сотни боевых рейдов и засад.
Первый этап присутствия пограничных войск в Афганистане характеризуется участием пограничников в вводе войск 40-й армии на территорию Афганистана, относительной стабилизацией ситуации в небольшой приграничной полосе, получением пограничниками боевого опыта и оптимизацией методов по борьбе с вооружённой оппозицией.

### Второй этап (январь 1982 — январь 1987)
Второй этап ознаменовал собой увеличение контингента ПВ КГБ и расширение полосы ответственности.
К 10 января 1982 года на территорию ДРА были введены новые подразделения пограничников. Они были рассредоточены во всех восьми провинциях ДРА, сопредельных с СССР. Численность контингента ПВ КГБ достигла 3500 человек. Авиационное обеспечение осуществляли 23-я пограничная авиационная эскадрилья (с 1985 года развёрнута в 23-й пограничный авиационный полк) в г. Душанбе Таджикской ССР, 17-й пограничный авиационный полк в г. Мары Туркменской ССР, 10-й пограничный авиационный полк в г. Алма-Ата и 22-я отдельная пограничная авиационная эскадрилья из г. Ушарал Казахской ССР. С этого момента пограничники начали действовать на территории Афганистана на глубину до 100 километров.
Также в начале 1982 года в ПВ КГБ впервые были созданы две десантно-штурмовые маневренные группы (ДШМГ) — в составе Керкинского и Пянджского пограничных отрядов. Они представляли собой мобильное подразделение пограничников, перебрасываемое вертолётами. В последующем подобные ДШМГ были созданы и в других пограничных отрядах. В отличие от ММГ, они дислоцировались в управлении пограничного отряда на территории СССР.
В течение 1982 года проводилось создание дополнительных подразделений из расчёта 3—4 ММГ на 1 пограничный отряд. В итоге к январю 1983 года контингент ПВ КГБ состоял из 20 мотоманёвренных групп (общей численностью около 5000 человек), имевших на вооружении 300 единиц бронетехники, 150 миномётов и других средств. Авиационное обеспечение осуществляли 2—3 эскадрильи вертолётов (от 25 до 30 машин).
По разведывательным данным, в 1983 году в пограничных с СССР провинциях Афганистана действовало до 200 вооружённых групп моджахедов, насчитывавших около 10 000 человек.
Для оптимального управления мотоманёвренными группами 35-го Мургабского пограничного отряда в мае 1985 года в н.п. Ишкашим Таджикской ССР была создана Оперативно-войсковая группа Восточного пограничного отряда (ОВГ ВПО), которая была передана в оперативное подчинение (планирование и проведение боевых действий) Среднеазиатскому пограничному округу.
До декабря 1983 года численность контингента ПВ КГБ была увеличена до 5500 человек, сведённых в 23 ММГ, с дислокацией в 39 населённых пунктах.
В ноябре 1985 года во время рейда тяжёлые потери понесла ММГ Восточного пограничного округа, которые стали самыми большими единовременными потерями ПВ КГБ в Афганистане (19 убитых и 3 раненых).
В некоторых случаях пограничников привлекали к участию в боевых действиях частей 40-й армии южнее (вне) полосы их ответственности. Так, в апреле-мае 1986 года подразделения Восточного пограничного округа совместно с подразделениями 860-го отдельного мотострелкового полка участвовали в уничтожении отрядов моджахедов в долине реки Вардудж.
Основной схемой проведения рейда подразделениями ПВ КГБ в приграничной полосе ответственности было последовательное блокирование (окружение) отрядов моджахедов в отдельных районах (в основном десантированием ДШМГ с вертолётов на господствующие высоты) и последующее прочёсывание района силами ММГ и привлечённых отрядов местной самообороны и подразделений Царандоя.
На втором этапе пограничными войсками на территории Афганистана было проведено около 800 операций и рейдов, как собственными силами, так и совместно с правительственными войсками и частями 40-й армии.
К июлю 1986 года контингент ПВ КГБ в Афганистане состоял из 28 мотоманёвренных групп и 20 отдельных пограничных застав, рассредоточенных по 55 населённым пунктам. На вооружении пограничников имелось 151 БМП и 248 БТР и более 200 миномётов.
Второй этап присутствия пограничных войск в Афганистане характеризует собой основной период активного участия пограничников в крупномасштабных операциях в связи с расширением полосы ответственности до 100 километров, а также значительной стабилизации обстановки в северных провинциях.

### Третий этап (январь 1987 — февраль 1989)

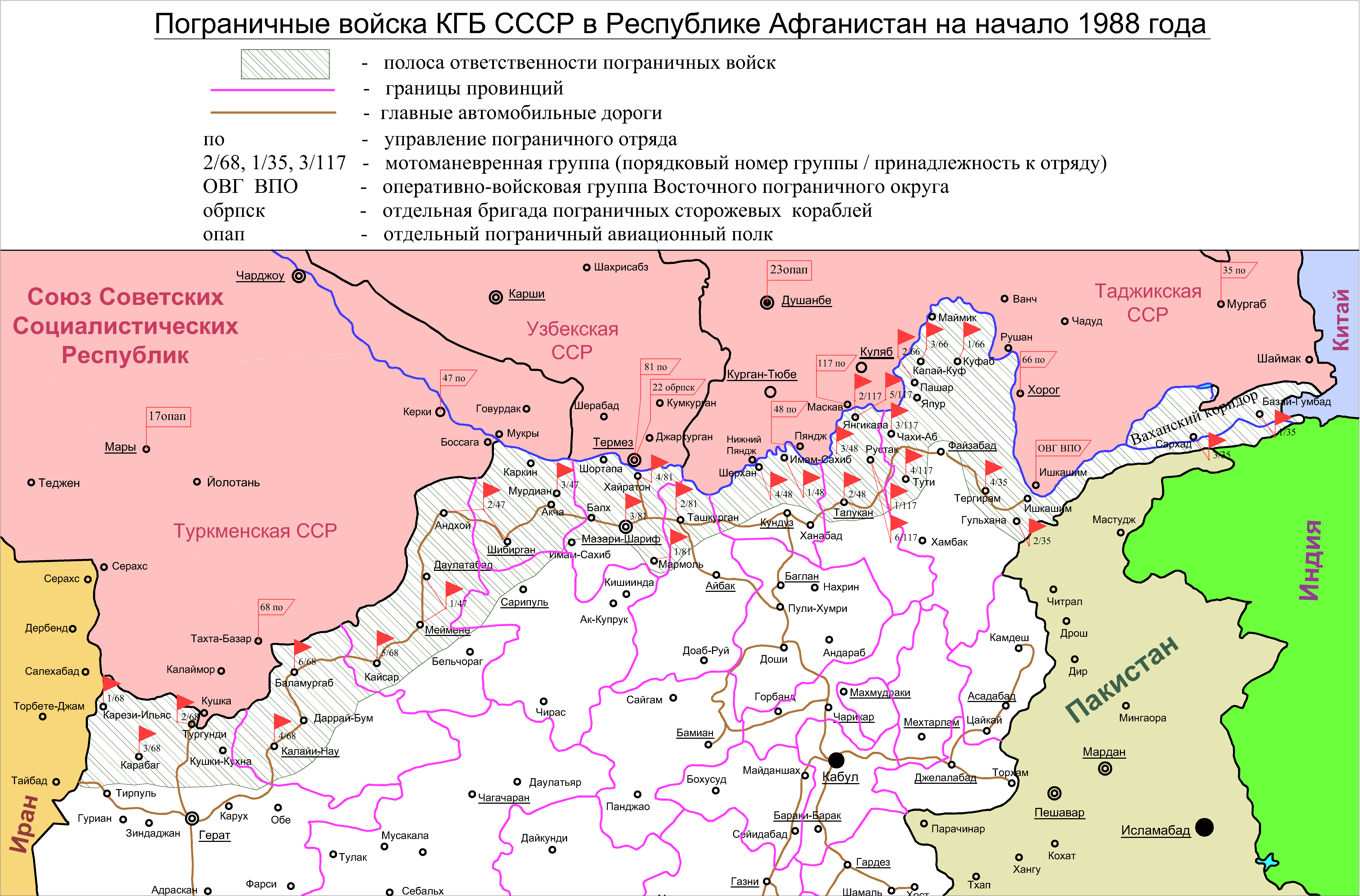
Пограничные войска КГБ СССР в Республике Афганистан на начало 1988 года

В начале 1987 года правительство Афганистана объявило о воплощении программы национального примирения, которое стало результатом подписания Женевских соглашений, предусматривавших невмешательство во внутренние дела Афганистана и возможный вывод из страны советских войск.
По этой причине все активные самостоятельные действия пограничников были ограничены, и на проведение любого рейда или операции требовалось разрешение Главного командования ПВ КГБ. В результате к весне 1987 года ситуация в приграничной полосе ответственности ПВ КГБ резко осложнилась. Моджахеды, воспользовавшись пассивностью советских пограничников, получили свободу передвижения и приступили к восстановлению своих баз и восполнению людских резервов. Лидеры вооружённой оппозиции воспользовались шансом консолидировать свои силы и сорвать проведение политики национального примирения.

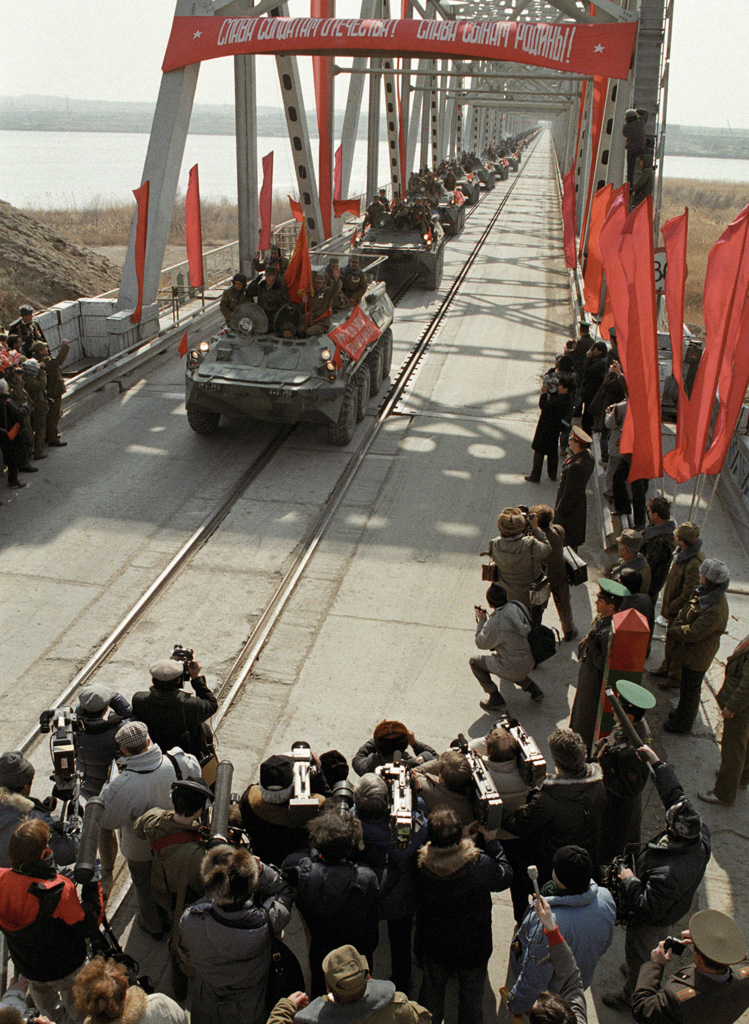
Последняя колонна 40-й армии из Афганистана пересекает границу СССР.
Мост Дружбы. 15 февраля 1989

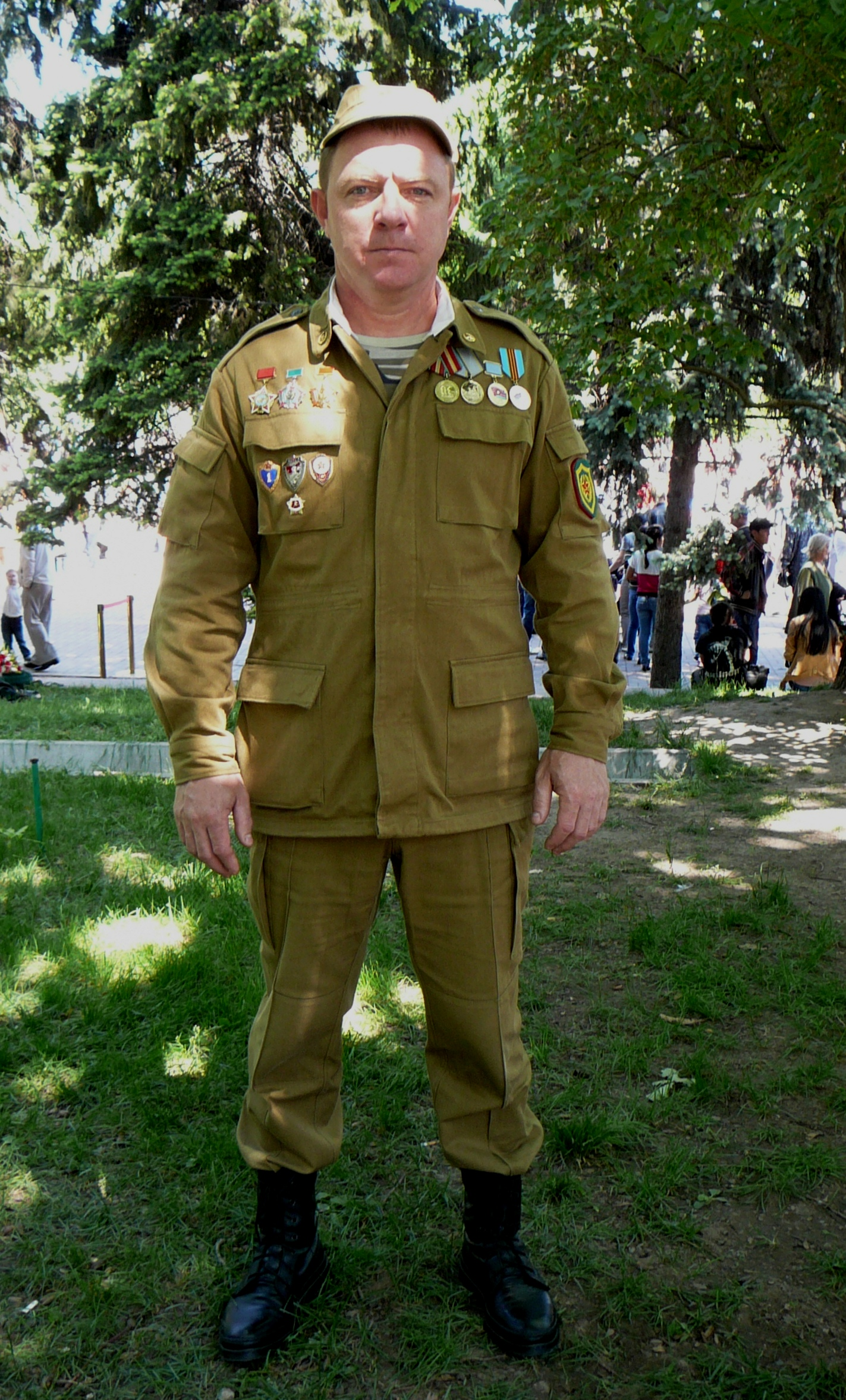
Ветеран Афганской войны отслуживший
в Пограничных войсках КГБ СССР.
Алматы. 9 мая 2012 год

В марте 1987 года отряду моджахедов удалось с афганской территории обстрелять реактивными снарядами районный центр Кулябской области Таджикской ССР город Пяндж, который привёл к гибели местного жителя.
В целях обеспечения безопасности советско-афганской границы и предотвращения вылазок отрядов моджахедов с территории ДРА были прикрыты подступы к границе напротив советских приграничных городов и крупных посёлков (Кушка, Термез, Пяндж, Московский, Хорог, Ишкашим и другие), а также все мосты и переправы. Данные мероприятия потребовали увеличения личного состава контингента ПВ КГБ на территории ДРА и его усиления артиллерией (в том числе РСЗО) и боевой техникой. Среднеазиатский пограничный округ получил дополнительно вертолёты и самолёты. 45-й отдельный дивизион пограничных сторожевых катеров был переформирован в 22-ю отдельную бригаду пограничных сторожевых кораблей (22-я обрпск). С расширением формирования в его плавсостав вошли: управление бригады, 8 кораблей типа «Шмель» (проект 1204), подразделение пограничных сторожевых катеров (ПСК), 10 малых катеров типа «Пеликан» и 20 типа «Аист»; автотранспортная рота. Личный состав 22-й обрпск — около 500 человек.
Для нейтрализации отрядов моджахедов в приграничной полосе в 1987 и 1988 годах пограничники совместно с правительственными войсками провели несколько операций. Так, в октябре 1987 года был предотвращён повторный артиллерийский обстрел г. Пяндж.
С 15 мая 1988 года по 15 февраля 1989 года подразделения ПВ КГБ участвовали в обеспечении безопасности вывода из Афганистана частей и соединений 40-й армии.
На первом этапе вывода войск (15 мая — 15 августа 1988 года), в ходе которого были выведены все части 40-й армии с северо-западных, западных, южных провинций Афганистана, отрядам моджахедов удалось взять под свой контроль несколько районов на севере Афганистана в непосредственной близости к советско-афганской границе. Моджахедами были взяты города Файзабад, Шахри-Бузурга, Ханабад, Кундуз и другие. В декабре 1988 года объединённая группировка моджахедов численностью около 5000 человек захватила г. Талукан, административный центр сопредельной с СССР провинции Тахар. Столь стремительное поражение правительственных войск не предусматривалось планом вывода советских войск. По окончании первого этапа вывода войск подразделения ПВ КГБ в северо-западных провинциях остались одни, без поддержки и содействия с юга советскими армейскими частями и правительственными войсками.
Подобное существенное изменение общей ситуации в приграничной полосе потребовало от Главного управления пограничных войск срочного усиления контингента ПВ КГБ в Афганистане. В связи с этим для усиления прикрытия советско-афганской границы на участки ответственности Тахта-Базарского, Керкинского, Пянджского и Московского пограничных отрядов были дополнительно введены 6 мотоманёвренных групп, срочно сформированных в Восточном, Забайкальском, Тихоокеанском и Дальневосточном пограничных округах. Пограничные отряды были дополнены батареями РСЗО «Град». К концу 1988 года контингент ПВ КГБ в Афганистане достиг максимальной численности личного состава и вооружения за весь период Афганской войны. Пограничные подразделения дислоцировались в 66 населённых пунктах на территории Афганистана и поддерживались авиацией с территории СССР.
На третьем этапе пограничные войска в Афганистане провели более 50 операций и свыше 2500 рейдов, совершили около 1400 маршей. Только с сентября 1988 года по январь 1989 года авиация Среднеазиатского и Восточного пограничных округов совершила более 1900 вылетов.
При выводе войск части 40-й армии проходили через боевые порядки пограничных войск, создавших охраняемые коридоры. После полного вывода войск 40-й армии к вечеру 15 февраля 1989 года на территорию СССР вышли ММГ пограничных отрядов.

## Итоги участия пограничных войск в Афганской войне
С января 1980 по февраль 1989 года через контингент ПВ КГБ в Афганистане прошли службу около 62 000 военнослужащих. За 9 лет и 1 месяц боевых действий было проведено 1113 операций и рейдов, из которых 340 плановых и 773 частных. Совместными усилиями пограничников, частей 40-й армии и правительственных войск ДРА в ходе боевых действий было уничтожено 41 216 боевиков, в том числе полевых командиров — 545. Были захвачены в плен 19 355 моджахедов (из них 279 командиров боевых групп и отрядов). Выявлены и задержаны 3372 пособника вооруженных формирований, привлечён к призывной службе 20 401 афганский призывник и дезертир. Были уничтожены 20 334 единицы оружия, 3023 тысячи единиц боеприпасов, 742 единицы автотранспорта.
Потери пограничников в военной технике составили: 62 вертолёта, 180 единиц автотехники и бронетехники (БМП, БТР и автомобили).
Из общего числа потерянных вертолётов 28 единиц (44,6 %) пострадали от зенитного огня противника. Оставшиеся 34 вертолёта (55,4 %) являлись небоевыми потерями, из которых 13 машин разбились при посадках и взлётах в сложных условиях высокогорных площадок.

## Потери пограничных войск по годам
Согласно данным от бывшего руководства Пограничных войск КГБ СССР, потери пограничников в живой силе составили: 419 человек убитыми и 2540 ранеными, контуженными и заболевшими. В этом числе 55 человек погибшими из лётно-технического состава пограничной авиации. 
По более уточнённым поздним подсчётам погибло 526 пограничников, в числе которых 58 из лётно-технического состава пограничной авиации.
Ниже приводится список безвозвратных потерь Пограничных войск КГБ СССР в Афганистане по воинским формированиям и по годам. В этот список входят погибшие в бою и умершие от болезней военнослужащие как на территории Республики Афганистан, так и погибшие в приграничье на советской территории от огневого воздействия афганских моджахедов.
| Формирование                                | 1980 | 1981 | 1982 | 1983 | 1984 | 1985 | 1986 | 1987 | 1988 | 1989 | всего |
| ------------------------------------------- | ---- | ---- | ---- | ---- | ---- | ---- | ---- | ---- | ---- | ---- | ----- |
| 35-й Мургабский пограничный отряд ВПО       | 3    | 9    | 19   | 5    | 2    | 7    |      |      |      |      | 45    |
| Оперативная войсковая группа ВПО            |      |      |      |      |      | 31   | 7    | 2    | 3    | 1    | 44    |
| 10-й отдельный авиационный полк ВПО         |      |      | 3    |      |      |      |      |      |      |      | 3     |
| 66-й Хорогский пограничный отряд САПО       | 10   | 3    | 7    | 5    | 3    | 8    | 3    | 2    |      |      | 41    |
| 117-й Московский пограничный отряд САПО     | 5    | 4    | 4    | 5    | 11   | 1    | 16   | 5    | 2    |      | 53    |
| 48-й Пянджский пограничный отряд САПО       | 1    | 13   | 25   | 17   | 13   | 25   | 8    | 5    | 5    |      | 112   |
| 81-й Термезский пограничный отряд САПО      |      | 1    | 5    | 7    | 11   | 3    | 5    | 5    | 9    |      | 46    |
| 47-й Керкинский пограничный отряд САПО      |      |      | 7    | 9    | 13   | 15   | 7    | 8    | 3    |      | 62    |
| 68-й Тахта-Базарский пограничный отряд САПО | 1    | 2    | 5    | 6    | 7    | 17   | 8    | 6    | 7    |      | 59    |
| 67-й Кара-Калинский пограничный отряд САПО  |      |      | 2    | 2    | 2    |      |      |      |      |      | 6     |
| 23-й отдельный авиационный полк САПО        |      |      | 4    | 1    | 2    | 5    | 5    |      | 5    | 5    | 27    |
| 17-й отдельный авиационный полк САПО        |      | 1    |      | 9    | 6    | 4    | 1    | 1    | 4    |      | 26    |
| 4-я отдельная авиационная эскадрилья САПО   | 1    | 1    |      |      |      |      |      |      |      |      | 2     |
| Всего за год                                | 21   | 34   | 81   | 66   | 70   | 116  | 60   | 34   | 38   | 6    | 526   |

Примечание по сокращениям в таблице:
- ВПО — Восточный пограничный округ;
- САПО — Среднеазиатский пограничный округ.

## Герои Советского Союза
За мужество, проявленное в ходе выполнения боевых задач, следующие военнослужащие Среднеазиатского и Восточного пограничных округов были удостоены звания Герой Советского Союза:
- подполковник Шагалеев Фарит Султанович — командир вертолёта 23-й отдельной пограничной авиационной эскадрильи;
- старший сержант Капшук Виктор Дмитриевич — командир отделения десантно-штурмовой маневренной группы 47-го пограничного отряда;
- подполковник Ухабов Валерий Иванович — командир десантно-штурмовой маневренной группы 67-го пограничного отряда (посмертно);
- капитан Попков Валерий Филиппович — командир вертолёта 23-го отдельного пограничного авиационного полка;
- капитан Лукашов Николай Николаевич — начальник штаба десантно-штурмовой маневренной группы 47-го пограничного отряда;
- майор Барсуков Иван Петрович — командир десантно-штурмовой маневренной группы 35-го пограничного отряда.

## Список некоторых операций с участием пограничных войск
По приказу Начальника пограничных войск генерала армии В. А. Матросова было засекречено само присутствие в Афганистане пограничных войск КГБ СССР. Также по указанию Матросова были уничтожены основные материалы переписки, переговоров Главного управления пограничных войск и оперативных групп Среднеазиатского и Восточного пограничных округов, в результате чего подробных служебных документов о боевой деятельности пограничников в ходе Афганской войны не имеется.
В связи с этим в списке операций, которые пограничные войска проводили как самостоятельно, так и во взаимодействии с частями Советской армии и правительственных войск ДРА, указана только малая часть от их общего числа.
| Место проведения операции                               | Кодовое название операции | Время проведения      | Численность войск от пограничников                   | Формирования, оказавшие взаимодействие                                                                 | Потери пограничников | Потери моджахедов     |
| ------------------------------------------------------- | ------------------------- | --------------------- | ---------------------------------------------------- | --- | -------------------- | --------------------- |
| Западный Памир                                          | «Горы-80»                 | февраль—март 1980     | около 600 пограничников 30 БМП и БТР 12 вертолётов   | 4-я пограничная авиаэскадрилья                                                                         | более 10 убитых      |                       |
| Малый Памир                                             | «Весна-80»                | апрель—май 1980       | более 500 пограничников 30 БМП и БТР 10 вертолётов   | 10-й отдельный пограничный авиационный полк, 23-я отдельная пограничная авиаэскадрилья                 |                      |                       |
| Куфабское ущелье Джавайское ущелье                      | «Осень-80»                | сентябрь—октябрь 1980 | около 2000 пограничников 100 БМП и БТР 25 вертолётов | 23-я отдельная пограничная авиаэскадрилья                                                              | 3 убитых             | 149 убитых            |
| провинция Фарьяб                                        | «Мургаб»                  | апрель 1981           | 600 пограничников 10 вертолётов                      | 101-й мотострелковый полк, полк 17-й пехотной дивизии ДРА, 4-я отдельная пограничная авиаэскадрилья    | 1 убит               | 175 убитых 70 раненых |
| Куфабское ущелье                                        | «Горы-81»                 | октябрь 1981          | около 600 пограничников 20 вертолётов                | 23-я отдельная пограничная авиаэскадрилья                                                              | 17 убитых 17 раненых | 140 убитых 60 раненых |
| окрестности г. Ташкурган провинция Саманган             |                           | март-апрель 1982      | около 1800 пограничников 51 БМП и БТР                | 18-я и 20-я пехотные дивизии ДРА, 201-я мотострелковая дивизия, 254-я отдельная вертолётная эскадрилья | 2 убитых 12 раненых  | 400 убитых            |
| окрестности г. Ташкурган                                | «Урожай»                  | сентябрь 1983         | около 1500 пограничников                             | 18-я пехотная дивизия ДРА, 201-я мотострелковая дивизия, 254-я отдельная вертолётная эскадрилья        | 2 убитых 12 раненых  | 120 убитых            |
| Зардевское ущелье Вардуджское ущелье провинция Бадахшан |                           | октябрь—декабрь 1985  | около 1000 пограничников                             | 860-й отдельный мотострелковый полк, 23-й пограничный авиационный полк                                 | 23 убитых            |                       |